# Liste des sites Natura 2000 de la Loire-Atlantique
Cet article recense les sites Natura 2000 de la Loire-Atlantique, en France.

## Statistiques
La Loire-Atlantique compte 26 sites classés Natura 2000. 14 bénéficient d'un classement comme site d'intérêt communautaire (SIC), 12 comme zone de protection spéciale (ZPS). Certains sites figurant dans les deux types de protection, ce sont en fait 18 aires différentes qui sont concernées ; certaines de ces aires regroupent des lieux distincts.

## Liste
| Site                                                                       | Type | Superficie (ha) | Fiche     | Coordonnées                        | Photo |
| -------------------------------------------------------------------------- | ---- | --------------- | --------- | ---------------------------------- | ----- |
| Estuaire de la Loire                                                       | SIC  | +21 760,        | FR5200621 | 47° 17′ 01″ nord, 1° 55′ 14″ ouest |       |
| Estuaire de la Loire Nord                                                  | SIC  | +18 961,        | FR5202011 | 47° 10′ 22″ nord, 2° 23′ 07″ ouest |       |
| Estuaire de la Loire Sud - Baie de Bourgneuf                               | SIC  | +49 441,        | FR5202012 | 47° 05′ 43″ nord, 2° 16′ 07″ ouest |       |
| Forêt, étang de Vioreau et étang de la Provostière                         | SIC  | +00281,         | FR5200628 | 47° 31′ 25″ nord, 1° 25′ 21″ ouest |       |
| Grande Brière et marais de Donges                                          | SIC  | +16 842,34      | FR5200623 | 47° 22′ 25″ nord, 2° 14′ 24″ ouest |       |
| Lac de Grand-Lieu                                                          | SIC  | +06 292,        | FR5200625 | 47° 05′ 27″ nord, 1° 40′ 39″ ouest |       |
| Marais breton, baie de Bourgneuf, île de Noirmoutier et forêt de Monts     | SIC  | +52 420,        | FR5200653 | 46° 52′ 25″ nord, 2° 04′ 21″ ouest |       |
| Marais de l'Erdre                                                          | SIC  | +02 565,        | FR5200624 | 47° 22′ 14″ nord, 1° 29′ 23″ ouest |       |
| Marais de Goulaine                                                         | SIC  | +01 516,        | FR5202009 | 47° 12′ 10″ nord, 1° 22′ 44″ ouest |       |
| Marais du Mès, baie et dunes de Pont-Mahé, étang du Pont de Fer            | SIC  | +02 085,        | FR5200626 | 47° 24′ 48″ nord, 2° 25′ 38″ ouest |       |
| Marais salants de Guérande, traicts du Croisic et dunes de Pen-Bron        | SIC  | +04 376,        | FR5200627 | 47° 18′ 03″ nord, 2° 28′ 33″ ouest |       |
| Marais de Vilaine                                                          | SIC  | +10 891,        | FR5300002 | 47° 35′ 12″ nord, 2° 08′ 33″ ouest |       |
| Plateau du Four                                                            | SIC  | +04 208,        | FR5202010 | 47° 16′ 35″ nord, 2° 38′ 48″ ouest |       |
| Vallée de la Loire de Nantes aux Ponts-de-Cé et ses annexes                | SIC  | +16 522,        | FR5200622 | 47° 22′ 31″ nord, 0° 57′ 48″ ouest |       |
| Estuaire de la Loire                                                       | ZPS  | +20 193,        | FR5210103 | 47° 16′ 00″ nord, 1° 55′ 00″ ouest |       |
| Estuaire de la Loire - Baie de Bourgneuf                                   | ZPS  | +80 202,        | FR5212014 | 47° 05′ 43″ nord, 2° 16′ 07″ ouest |       |
| Forêt du Gâvre                                                             | ZPS  | +04 481,        | FR5212005 | 47° 31′ 30″ nord, 1° 48′ 00″ ouest |       |
| Grande Brière, marais de Donges et du Brivet                               | ZPS  | +19 754,        | FR5212008 | 47° 22′ 25″ nord, 2° 14′ 24″ ouest |       |
| Lac de Grand-Lieu                                                          | ZPS  | +05 746,        | FR5210008 | 47° 05′ 00″ nord, 1° 41′ 00″ ouest |       |
| Marais breton, baie de Bourgneuf, île de Noirmoutier et forêt de Monts     | ZPS  | +55 826,        | FR5212009 | 46° 52′ 25″ nord, 2° 04′ 21″ ouest |       |
| Marais de l'Erdre                                                          | ZPS  | +02 751,        | FR5212004 | 47° 22′ 14″ nord, 1° 29′ 23″ ouest |       |
| Marais de Goulaine                                                         | ZPS  | +01 516,        | FR5212001 | 47° 12′ 10″ nord, 1° 22′ 44″ ouest |       |
| Marais du Mès, baie et dunes de Pont-Mahé, étang du Pont de Fer, île Dumet | ZPS  | +02 304,        | FR5212007 | 47° 24′ 48″ nord, 2° 25′ 38″ ouest |       |
| Marais salants de Guérande, traicts du Croisic, dunes de Pen-Bron          | ZPS  | +03 622,        | FR5210090 | 47° 18′ 03″ nord, 2° 28′ 33″ ouest |       |
| Mor braz                                                                   | ZPS  | +40 276,        | FR5212013 | 47° 22′ 05″ nord, 2° 36′ 20″ ouest |       |
| Vallée de la Loire de Nantes aux Ponts-de-Cé et ses annexes                | ZPS  | +15 714,        | FR5212002 | 47° 22′ 31″ nord, 0° 57′ 48″ ouest |       |